# 돕슨땃쥐텐렉
돕슨땃쥐텐렉(Microgale dobsoni)은 텐렉과에 속하는 포유류의 일종이다. 마다가스카르섬의 토착종이다. 자연 서식지는 아열대 또는 열대 기후 지역의 저지대 습지 숲과 아열대 또는 열대 기후의 산지 습지 숲, 농장 그리고 심하게 훼손된 숲이다.